# Dissoptera unicolor
Dissoptera unicolor är en tvåvingeart som beskrevs av Mario Bezzi 1928. Dissoptera unicolor ingår i släktet Dissoptera och familjen blomflugor.
Artens utbredningsområde är Fiji. Inga underarter finns listade i Catalogue of Life.